# Cyrtomium dubium
Cyrtomium dubium är en träjonväxtart som först beskrevs av Gustav Hermann Karsten, och fick sitt nu gällande namn av R. M. Tryon och A. F. Tryon. Cyrtomium dubium ingår i släktet Cyrtomium och familjen Dryopteridaceae. Inga underarter finns listade.